# Supercoppa del Kosovo 2017
La 24ª edizione della Supercoppa del Kosovo si è svolta il 12 agosto 2017 allo stadio Gjilan di Gjilan tra il Trepça '89, vincitore della Superliga e Futbollit të Kosovës 2016-2017, e il Besa Peć, vincitore della coppa nazionale.
Il Trepça '89 ha conquistato il trofeo per la seconda volta nella sua storia.

## Tabellino
| Pristina 12 agosto 2017                                                                  | Trepça '89 | 5 – 0 referto | Besa Peć | Stadio Gjilan |
| \| \| \| \| \| Chibueze 43’ Idrizi 57’ Muja 78’ Hasani 85’ John 90+1’ \| Marcatori \| \| |            |               |          |               |
|                                                                                          |            |               |          |               |
| Chibueze 43’ Idrizi 57’ Muja 78’ Hasani 85’ John 90+1’                                   | Marcatori  |               |          |               |